# PEST-анализ
PEST-анализ (иногда обозначают как STEP) — это маркетинговый инструмент, предназначенный для выявления политических (Political), экономических (Economic), социальных (Social) и технологических (Technological) аспектов внешней среды, которые влияют на бизнес компании.
Политика изучается потому, что она регулирует власть, которая в свою очередь определяет среду компании и получение ключевых ресурсов для её деятельности. Основная причина изучения экономики — это создание картины распределения ресурсов на уровне государства, которая является важнейшим условием деятельности предприятия. Не менее важные потребительские предпочтения определяются с помощью социального компонента PEST-анализа. Последним фактором является технологический компонент. Целью его исследования принято считать выявление тенденций в технологическом развитии, которые зачастую являются причинами изменений и потерь рынка, а также появления новых продуктов.

## Разновидности PEST-анализа
PESTLE-анализ является расширенной двумя факторами (Legal и Environmental) версией PEST-анализа.
Иногда применяются и другие форматы, например, SLEPT-анализ (плюс Правовой фактор) или STEEPLE-анализ: Социально-демографический, технологический, экономический, окружающая среда (природный), политический, правовой и этические факторы. Также может учитываться и географический фактор.

## Примеры политических факторов
- Выборы всех уровней
- Изменение законодательства
- Вступление государства в различные надгосударственные структуры
- Государственное регулирование в отрасли
- Государственное регулирование конкуренции

## Примеры экономических факторов
- Динамика ВВП
- Инфляция
- Динамика курса национальной валюты
- Динамика ставки рефинансирования центробанка
- Динамика занятости
- Спрос
- Рынок и торговые циклы
- Затраты на энергетику предприятия
- Затраты на сырье предприятия
- Затраты на коммуникации
- Повышение цен поставщиков
- Снижение покупательной способности потребителей

## Примеры социальных факторов
- Изменения в базовых ценностях
- Изменения в стиле и уровне жизни
- Отношение к труду и отдыху
- Демографические изменения
- Религиозные факторы
- Влияние СМИ

## Примеры технологических факторов
- Тенденции НИОКР
- Новые патенты
- Новые продукты
- Развитие технологий

## Проблемы при оценке макросреды
При оценке макросреды важно избежать таких проблем, как сильное сокращение количества данных, используемых для принятия решения, трудность выделения в наибольшей степени влияющие факторы при охвате большого объема данных, неправильная интерпретация результатов анализа, неточность в результатах анализа. Также требуется проводить анализ макросреды на постоянной основе, учитывать взаимовлияние факторов внешней среды, проводить оценку с точки зрения нескольких экспертов, чтобы избежать субъективности мнения. Также к проблемам, возникающим при проведении анализа, можно отнести краткосрочную ориентацию организаций, то есть, проведение исследований только при наличии свободных средств, что не даёт существенного эффекта при стратегическом планировании; неодобрение и непонимание анализа; сложность анализа для диверсифицированных организаций.

### Особенности анализа
- Интерпретация. Принимающие решения специалисты организации часто сталкиваются с большими трудностями в определении сущности макросреды, а также границ её поля деятельности. Факторами, отображающими проблемы интерпретации, служат структурирование значимых исследований, проявление финансового воздействия, синтезирование кратко- и долгосрочных результатов, недостаток вовлечения в анализ руководства высшего звена, сложности при осуществлении потенциальных возможностей в планах действия и время, и ресурсы, требуемые для проведения точного анализа.
- Краткосрочная ориентация организаций: многие компании сокращают финансирование анализа макросреды в экономически трудные периоды, так как он становится в трудные времена слишком дорогим для них. Наоборот, в такой период деятельности организации анализ более всего необходим, так как он может помочь решить данные проблемы. Поэтому преимущества могут достичь те организации, которые могут проводить и поддерживать проведение анализа внешней среды и в хорошие, и в плохие времена.
- Отсутствие одобрения и непонимания. Отсутствие одобрения проведения анализа внешней среды возникает в силу отсутствия понимания высшим руководством его ценности; сложности стимулировать линейных менеджеров к участию в анализе и использованию его результатов; сопротивления к изменению методов прогнозирования.
- Диверсифицированные организации: организации, осуществляющие свою деятельность в разрезе нескольких государств или компаний, создают огромную сложность для аналитиков внешней среды. Для анализа макросреды данных организаций экспертам необходимо обобщать значения для динамики многочисленных макросред различных государств и организаций.